# Biserica „Sfânta Treime” din Ivancea
Biserica „Sf. Treime” este o biserică amplasată în Ivancea, raionul Orhei, Republica Moldova. Este un monument arhitectural de importanță națională inclus în Registrul monumentelor Republicii Moldova ocrotite de stat cu nr. 1138 (raionul Orhei). Datează din 1924.